# Монун
Монун или Монуниос је био илирски краљ из племена Дарданаца који је живео у 3. веку п. н. е. (владао око 300-280. године п. н. е.). Био је син Бардила II или можда Граба. Чињеница да је неколико дарданских владара имало исто име разлог је одређеним забунама; хисторичар Џон Вилкис наводи: "Нити је сигурно да је то био исти владар који је стекао моћ међу Таулантима", затим, "Није утврђено да се ради о истом Монуниусу који је понудио помоћ против Kелта..."
Први његов спомен у писаним изворима је у вези савеза против македонског краља Птоломеја Kерауна, који склопио један други Македонац, Птоломеј, Лизимахов син, са Монуном Илиријем (Монунио Иллyрио), сином краља Бардила II и његов наследник, а можда и Граба који је владао 25 год раније.

## Монун и новац
Иисторичар Вилкис наводи и да је Монун био први Илир који је ковао свој новац и то у Дyрхациуму (данашњи Драч, у Албанији). Да ли се ради о стварном суверенитету и потпуној потчињености ове грчке колоније или је то био формални суверенитет са јачим политичким, економским и културним суверенитетом није јасно. Познато је да су грчки аутономни градови на својим кованицама имали знак аутономности у виду сигнирања магистрата и монетарног службеника. Управо такав сигнир магистрата има и на дирахијском новцу сигниран и именом и владарском титулом Монуна. По томе се закључује да Монунијев "суверенитет" над овим јадранским градом није значио и суверенитет Илирске краљевине, којој је Монун био на челу.
У Албанији је пронађено и 40 сребрних новчића за које се вјерује да су били Монунови. На новчићима се налази приказ краве која доји и гледа теле а изнад њих је доња вилична кост вепра. На другој страни се налази двоструко правоугаоно поље подијељено на четири дела са симетричним симболима. Са спољађње стране правоугаоника налази се име (М)ОНОYНИОY - Монуниус и БАЦИΛЕΩ(Σ) - краљ.
Kод Охридског језера, у близини илирско-македонске границе пронађен је бронзани шљем на коме је уписано Монуниусово име.